# Alessandro Ballan

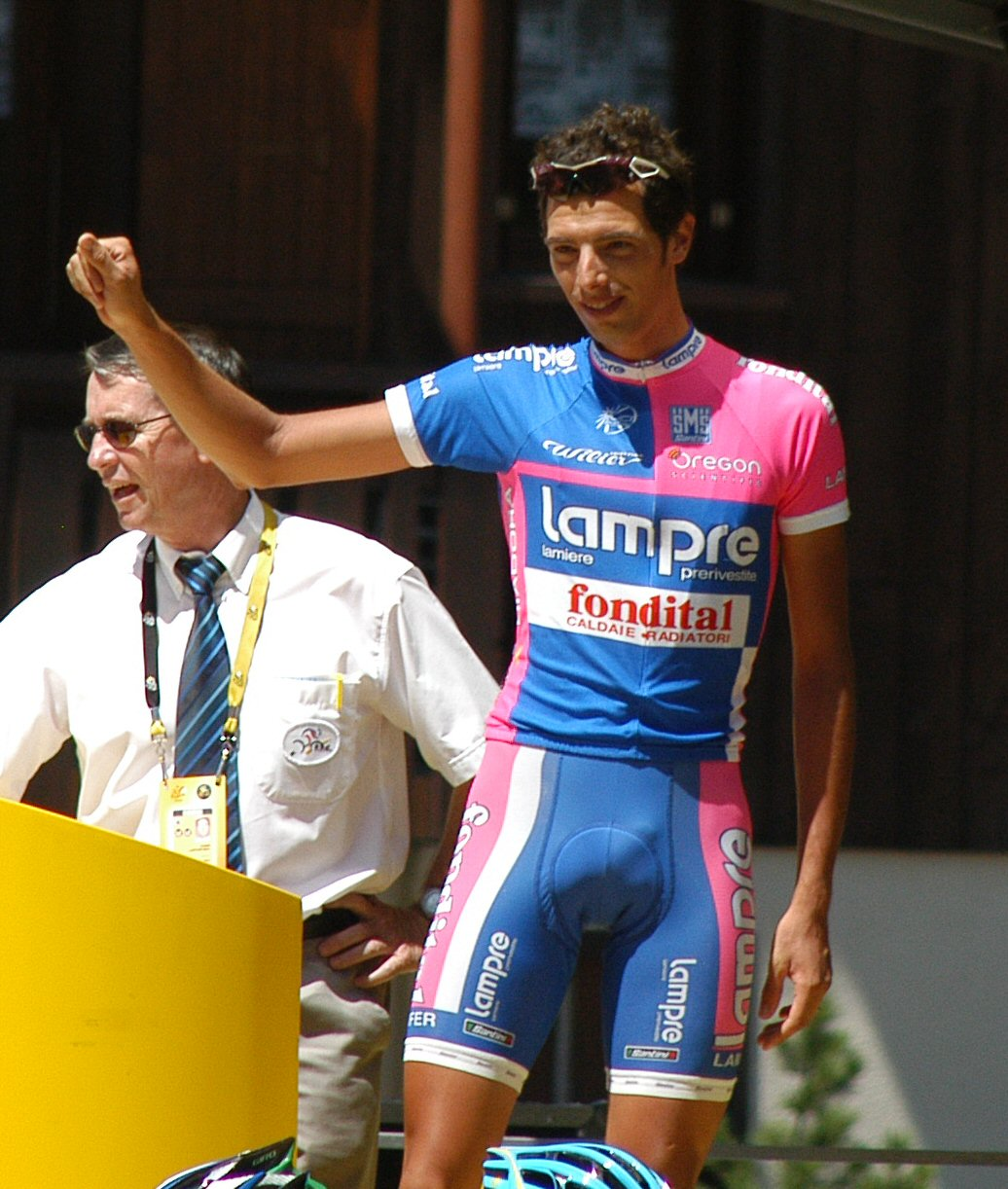
Alessandro Ballan.

Alessandro Ballan (Veneto, 6 de Novembro de 1979 - ) é um ciclista profissional de nacionalidade italiana, que corre pela Lampre desde que se tornou profissional em 2004. Tem a alcunha de Bontempino, uma referência ao diminuto Guido Bontempi, com quem tem uma semelhança.
Ballan é um excelente corredor de clássicas,que envolvam paralelos e defende-se razoavelmente bem em pequenas subidas.
Na sua primeira época era um mero gregário a que ninguém dava muita importância e que se destacava pouco.
Mas em 2005 tudo se modificou. Saíram corredores importantes da sua equipa para as clássicas, em que Ballan é especializado e deram-lhe a finalmente oportunidade de se mostrar.
Ballan nao decepcionou e ficou em 6º na Ronde van Vlaanderen num ataque a 37 km para a meta. Alessandro conseguiu uma vitória e um 2º na geral na corrida Three Days of De La Panne mas a sua primeira vitória no Pro Tour surgiu não numa clássica mas sim na 4ª etapa do Eneco Tour of Benelux.
Devido à sua performance Ballan entra em 2006 como um grande candidato a clássicas e com um ordenado muito melhor,devido às suas vitórias e boas prestações no princípio de 2006 onde ganhou o Trofeo Laigueglia e ficou em 2º lugar no E3 Prijs Vlaanderen atrás de Tom Boonen e em 3º lugar no Tirreno-Adriatico.
Fez ainda 5ºlugar na Ronde van Vlaanderen seguido de um 3º no Paris-Roubaix. Mais tarde Ballan dá ainda mais garantias e faz 2º na 12ª etapa do Tour de France e um 3º na geral no Tour of Poland. No ranking do Pro-Tour Ballan terminou em 6º!
Em 2007 Ballan partiu uma costela durante o Tirreno-Adriatico. Mesmo lesionado Ballan trabalhou muito para Bennati na Milan-San Remo, embora sem sucesso.
Duas semanas depois, já recuperado Ballan ganha os Three Days of De Panne depois duma fuga na 1ª etapa. Ele não ganhhou a etapa mas bateu o seu adversário Luca Paolini no contra-relógio, que terminou em 10º.
A 8 de Abril,Ballan ganha a Ronde van Vlaanderen no sprint em que bateu Leif Hoste(o favorito do público para a prova) por muito pouco. Ballan foi o primeiro italiano a vencer a Ronde van Vlaanderen e os Three Days of De Panne consecutivamente na mesma época.